# Вильяновенсе
«Вильяновенсе» (исп. CF Villanovense) — испанский футбольный клуб из одноимённого города, в провинции Бадахос в автономном сообществе Эстремадура. Клуб основан в 1992 году, домашние матчи проводит на стадионе «Ромеро Куэрда», вмещающем 10 500 зрителей. В Примере и Сегунде команда никогда не выступала, лучшим результатом является 4-е место в Сегунда B в сезоне 2014/15.

## Сезоны по дивизионам
- Сегунда Б — 11 сезонов
- Терсера — 14 сезонов
- Региональные лиги — 4 сезона

## Достижения
- Терсера
  - Победитель (3): 2005/06, 2010/11, 2013/14